# Desná (Svitavyi járás)
Desná település Csehországban, a Svitavyi járásban. Desná Dolní Újezd, Horní Újezd, Poříčí u Litomyšle, Chotěnov és Vidlatá Seč településekkel határos. Lakosainak száma 374 fő (2024. január 1.).

## Népesség
A település lakosságának változását az alábbi diagram mutatja:
| Lakosok száma | 523  | 538  | 507  | 318  | 375  | 334  | 337  | 356  | 371  | 374  |
|               | 1869 | 1890 | 1921 | 1950 | 1980 | 2001 | 2017 | 2019 | 2022 | 2024 |